# Кирил Керин
Кирил Георгиев, известен с псевдонима си Кирил Керин, е български предприемач, който през 2000 година осъществява идеята си за „късметчетата за кафе“.
Кирил Керин завършва автоматизация на производството и електротехника. През 1992 година по време на отпуск в казармата си изкарва курсове по реклама. Отдава се професионално на това поприще, когато през 2000 година измисля идеята заедно с кафето да се поднасят „късметчета“ — кратки пожелания, цитати на известни личности, афоризми, отпечатани на хартия и свити на руло. В началото създава „късметчетата“ на ръка и в малки количества, но положителният му опит с някои хотели и кафе-сладкарници в София води до разрастване на бизнеса.
Оригиналната му бизнес концепция е копирана в Словакия и Полша. В руското издание на сп. Forbes е цитирана като успешен пример за „маркетинг за стотинки“ 